# Fallout (série télévisée)
Pour les articles homonymes, voir Fallout (homonymie).
Fallout est une série télévisée dramatique post-apocalyptique américaine créée par Geneva Robertson-Dworet et Graham Wagner et diffusée depuis le 10 avril 2024 sur Prime Video. Il s'agit de l'adaptation de la franchise de jeux vidéo de rôle créée par Interplay Entertainment, désormais détenue par le studio de jeux vidéo Bethesda Softworks.

## Synopsis
La série montre les conséquences d'une guerre nucléaire apocalyptique dans une version alternative (uchronique) de la Terre, dans laquelle les progrès de la technologie nucléaire après la Seconde Guerre mondiale ont conduit à l'émergence d'une société rétrofuturiste et à une guerre des ressources subséquente. En 2077, lors du déclenchement de l'attaque atomique, de nombreux survivants se sont réfugiés dans des bunkers antiatomiques, plus communément appelés Abris (vaults en anglais), construits pour protéger l'humanité en cas d'anéantissement nucléaire.
Deux cent dix-neuf ans plus tard, une jeune femme du nom de Lucy quitte son foyer civilisé de l'Abri 33 pour partir à la recherche de son père dans le désert dangereusement impitoyable de Los Angeles en ruine, contaminé par des animaux mutants et une population sauvage. En chemin, elle rencontre un écuyer de la Confrérie de l'Acier (une organisation paramilitaire quasi religieuse dotée d'exosquelettes motorisés et blindés) et un chasseur de primes goule (humain d'avant-guerre défiguré par les radiations), chacun avec son propre passé mystérieux et des plans à élucider.

## Distribution

### Acteurs principaux
- Ella Purnell (VF : Zina Khakhoulia ; VQ : Ludivine Reding) : Lucy MacLean, une jeune habitante de l'Abri 33 et la principale protagoniste.
  - Luciana VanDette : Lucy MacLean enfant.
- Aaron Moten (VF : Baptiste Marc ; VQ : Patrick-Emmanuel Abellard) : Maximus, un écuyer de la Confrérie de l'Acier qui devient un allié de Lucy.
  - Amir Carr : Maximus enfant.
- Kyle MacLachlan (VF : Marc Fayet ; VQ : Daniel Picard) : Hank MacLean, père de Lucy et superviseur de l'Abri 33[Note 1].
- Moisés Arias (VF : Benjamin Bollen ; VQ : Nicolas Bacon) : Norm MacLean, frère de Lucy.
- Xelia Mendes-Jones (VF : Ingrid Donnadieu) : Dane, un membre de la Confrérie de l'Acier et l'ami le plus proche de Maximus[Note 2].
- Walton Goggins (VF : Gilduin Tissier ; VQ : Paul Sarrasin) : La Goule / Cooper Howard, Flingueur mutant et chasseur de primes qui était en vie avant que les bombes tombent.

### Acteurs récurrents
- Sarita Choudhury (VF : Sophie Riffont ; VQ : Valérie Gagné) : Lee Moldaver
- Leslie Uggams (VF : Daria Levannier ; VQ : Carole Chatel) : Betty Pearson, ancienne superviseuse de l'Abri 33 qui a depuis pris sa retraite et a rejoint son conseil d'administration.
- Zach Cherry (VF : Jérôme Wiggins ; VQ : Louis-Philippe Berthiaume) : Woody Thomas, membre du conseil d'administration de l'Abri 33.
- Annabel O'Hagan (VQ : Anaïs Cadorette-Bonin) : Stephanie Harper, une résidente enceinte de l'Abri 33 et l'amie la plus proche de Lucy.
- Dave Register (VF : Alexandre Gillet ; VQ : Joakim Lamoureux) : Chet Chester, cousin de Lucy qui est attiré par elle.
- Rodrigo Luzzi (VF : Guillaume Lebon ; VQ : Alexandre L'Heureux) : Reg McPhee, membre du conseil d'administration de l'Abri 33.
- Frances Turner (VF : Aurélie Konaté ; VQ : Camille Cyr-Desmarais) : Barb Howard, épouse de Cooper en 2077 et cadre de Vault-Tec.
- Johnny Pemberton (VF : Laurent Morteau) : Thaddeus, membre de la Confrérie de l'Acier.
- Leer Leary : Davey, un résident de l'Abri 33.
- Teagan Meredith : Janey Howard, fille de Cooper en 2077.
- Elle Vertes : Rose MacLean, mère de Lucy et Norm.

### Invités
- Matt Berry : M. Handy, un robot assistant de RobCo Industries / (VF : Sébastien Desjours) : « Couic Couic » (Snip Snip) (voix) / (VF : Cyrille Monge) : Sebastian Leslie
- Michael Esper (VF : Thibaut Lacour) : Bud Askins / « Brain-on-a-Roomba »
- Michael Cristofer (VF : Serge Biavan) : Ancien clerc Quintus
- Jon Daly : Snake Oil Salesman
- Chris Parnell (VF : Jérôme Rebbot) : Ben, superviseur de l'Abri 4.
- Cherien Dabis (VF : Audrey Sourdive) : Birdie, une résidente de l'Abri 4 née à la surface.
- Dallas Goldtooth (en) (VF : Maxime Hoareau) : Charles Whiteknife
- Eric Berryman : Lloyd Hawthorne
- Mike Doyle (VF : Marc Arnaud) : Bob Spencer
- Angel Desai (VF : Céline Legendre-Herda) : Cassandra Hawthorne
- Cameron Cowperthwaite : Monty
- Mykelti Williamson (VF : Thierry Desroses) : Honcho
- Michael Emerson (VF : Pierre Tessier) : Dr Siggi Wilzig, un vagabond énigmatique qui aide Lucy.
- Michael Rapaport (VF : Bruno Magne ; VQ : Antoine Durand) : Chevalier Titus
- Dale Dickey (VF : Cathy Cerdà) : Ma June, une indigène et commerçante dans le village de Filly.
- Neal Huff (VF : Maxime Hoareau) : Roger
- Matty Cardarople : Huey
- Glenn Fleshler (en) (VF : Pascal Casanova) : Sorrel Booker
- Fred Armisen : DJ Carl
- Erik Estrada : Adam
- Michael Mulheren (en) : Frederick Sinclair

Version française dirigée par Pauline Brunel au studio Deluxe Média Paris, d'après une adaptation des dialogues de François Dubuc et Abel-Antoine Vial ; version québécoise dirigée par Louis-Philippe Dandenault au studio Cinélume, d'après une adaptation des dialogues d'Alexis Joubert.

Version sous-titrée : Lilia Adnan et Samuel Lavie
 Source et légende : version française (VF) sur RS Doublage et cartons du doublage français
 Source et légende : version québécoise (VQ) sur Doublage.qc.ca et cartons du doublage québécois.

## Production

### Genèse et développement
Début juillet 2020, est annoncé que le jeu vidéo Fallout va être adapté pour la télévision par Amazon Studios et développé par Jonathan Nolan et Lisa Joy. Cette dernière voit la série comme « une aventure gonzo, folle, drôle que personne n'a jamais encore vue ».
En mars 2023, Stuart Dryburgh et Teodoro Maniaci sont choisis comme directeurs de la photographie,.

### Attribution des rôles
Mi-février 2022, Walton Goggins est choisi pour un des rôles principaux, celui de la goule. Fin mars, Ella Purnell se joint à la distribution. Fin juin, Kyle MacLachlan, Xelia Mendes-Jones et Aaron Moten sont engagés pour les rôles secondaires.
Fin octobre 2023, Sarita Choudhury, Michael Emerson, Leslie Uggams et Zach Cherry sont également annoncés dans les rôles secondaires.

### Tournage
Le tournage débute le 5 juillet 2022, dans le New Jersey, l'État de New York et l'État d'Utah. Il prend fin en mars 2023.

### Musique
En janvier 2024, Ramin Djawadi est révélé comme compositeur de la série.

## Fiche technique
Sauf indication contraire, les informations mentionnées dans cette section peuvent être confirmées par la base de données cinématographiques IMDb,  présente dans la section « Liens externes ».
- Titre original : Fallout
- Création : Geneva Robertson-Dworet (en) et Graham Wagner
- Réalisation : Jonathan Nolan et Wayne Yip
- Scénario : Geneva Robertson-Dworet et Graham Wagner
- Musique : Ramin Djawadi
- Direction artistique : Ann Bartek
- Décors : Howard Cummings
- Costumes : Amy Westcott
- Photographie : Stuart Dryburgh et Teodoro Maniaci
- Montage : Daniel Raj Koobir
- Casting : John Papsidera
- Production : James Altman, Todd Howard, Lisa Joy, Jonathan Nolan, Geneva Robertson-Dworet, Graham Wagner et Athena Wickham
- Sociétés de production : Kilter Films, Amazon MGM Studios, Bethesda Game Studios et Bethesda Softworks
- Société de distribution : Prime Video
- Pays de production :  États-Unis
- Langue originale : anglais
- Format : couleur – 2,39:1 – 35 mm (anamorphic) (Kodak Vision 2383)
- Genre : drame, science-fiction post-apocalyptique, western
- Nombre de saisons : 1
- Nombre d'épisodes : 8
- Durée : 45 à 74 minutes
- Date de première diffusion : 10 avril 2024 sur Prime Video

## Épisodes
| no | Titre                           | Réalisateur                        | Scénaristes                             |
| --- | ------------------------------- | ---------------------------------- | --------------------------------------- |
| 1 | La Fin (The End)                | Jonathan Nolan                     | Geneva Robertson-Dworet & Graham Wagner |
| En 2077, à Los Angeles, Cooper Howard est un acteur sur le déclin, auparavant célèbre dans le rôle d'un shérif dans une série télévisée. Il fait maintenant la tournée des anniversaires pour enfants, accompagné de sa fille. Durant l'un de ces évènements, tous les deux sont témoins des premières attaques nucléaires sur la ville. Deux siècles plus tard, dans l'Abri 33, Lucy MacLean est choisie comme femme à marier avec un homme de l'Abri 32, qui est directement connecté par un tunnel. Alors que le mariage arrangé se déroule sans trop de soucis, les membres de l'Abri 33 se rendent très vite compte que leurs invités sont en fait des pillards. Un massacre a lieu dans lequel une bonne partie des habitants est tuée. Hank, le père de Lucy et superviseur de l'abri, est kidnappé par les pillards, dont leur cheffe se présente sous le nom de Moldaver. Lucy décide de partir à la surface afin de le retrouver. Ailleurs en Californie, la Confrérie de l'Acier est une armée semi-religieuse, utilisant de la technologie d'avant-guerre telle que des armures assistées. Maximus, recrue les ayant rejoints après avoir été sauvé par l'un d'eux lorsqu'il était enfant, est promu en tant qu'écuyer du chevalier Titus et tous deux partent en mission pour capturer un scientifique travaillant pour l'Enclave. Dans un vieux cimetière, un groupe de chasseurs de primes effectuent une exhumation. Ils ouvrent la tombe et réveillent Howard, transformé en goule à cause des radiations nucléaires. Ils lui proposent de rejoindre leur groupe afin de capturer ce même scientifique contre une grosse somme de capsules. Il accepte, mais les tue aussitôt, préférant tout garder pour lui. |                                 |                                    |                                         |
| 2 | La Cible (The Target)           | Jonathan Nolan                     | Geneva Robertson-Dworet & Graham Wagner |
| Au sein de l'Enclave, Dr. Siggi Wilzig est un scientifique qui travaille sur une matière mystérieuse qu'il s'injecte ensuite dans le cou. Il s'enfuit après avoir été dénoncé par l'un de ses confrères qui l'a attrapé en train d'apprivoiser un chien, CX404, qui devait servir de sujet de test. Alors qu'elle découvre les dangers qui parcourent les Terres Désolées, Lucy tombe un soir sur Wilzig, qui lui demande de rentrer chez elle pour son bien. Pendant ce temps, du côté de Maximus et Titus, ces derniers se font attaquer par un ours mutant. Titus tente de fuir le combat lâchement mais il se fait rattraper par la bête. Gravement blessé, il ordonne à Maximus de l'aider mais celui-ci décide de le laisser mourir à cause du mauvais traitement qu'il a reçu de la part du chevalier. Il en profite pour lui prendre son armure assistée, lui permettant d'acquérir une force incommensurable. Lucy retrouve Wilzig une nouvelle fois dans la ville de Filly, ce dernier étant de passage, afin qu'il puisse être emmené par quelqu'un jusqu'à Moldaver. Howard est également en ville, ayant traqué sa cible, mais Maximus arrive au même moment dans son armure assistée et un combat entre les deux a lieu. Lucy et Wilzig s'enfuient ensemble mais ce dernier avale du cyanure et demande à Lucy que sa tête soit donnée à Moldaver. Elle accepte. Howard soigne CX404 après l'avoir blessé pendant le combat, et l'utilise afin qu'il puisse retrouver son maître. |                                 |                                    |                                         |
| 3 | La Tête (The Head)              | Jonathan Nolan                     | Geneva Robertson-Dworet & Graham Wagner |
| Alors que Maximus répare son armure, il est contacté par la Confrérie de l'Acier, pensant s'adresser à Titus. Il se fait passer pour lui, et leur fait croire que Maximus est mort. Ils envoient un autre écuyer du nom de Thaddeus, qui avait pour habitude avec d'autres recrues de maltraiter Maximus. Lucy est attaquée par un Gobeur qui avale la tête de Wilzig. Howard, accompagné de CX404, capture Lucy et l'utilise comme appât afin de retrouver le Gobeur. Durant le combat qui s'ensuit, Howard perd toutes ses doses de la drogue lui permettant de rester en vie, part avec Lucy en tant que prisonnière et abandonne CX404. Peu de temps après, Maximus et Thaddeus arrivent sur les lieux et réussissent à tuer le Gobeur et à récupérer la tête de Siggi. Ils repartent ensuite avec CX404 qui les accompagne. Pendant ce temps à l'Abri 33, Norm, le frère de Lucy, encore en colère contre l'attaque des pillards, propose lors d'un conseil de les exécuter. Son idée sera rapidement refusée. Dans un flashback, Howard accepte de jouer dans des publicités pour Vault-Tec, la compagnie à l'origine des Abris, sur les conseils de sa femme, qui travaille pour l'entreprise. |                                 |                                    |                                         |
| 4 | Les Goules (The Ghouls)         | Daniel Gray Longino                | Kieran Fitzgerald                       |
| Dans l'Abri 33, Norm devient méfiant vis-à-vis de la hiérarchie, après un échange avec un pillard prisonnier. Il décide de visiter l'Abri 32, et se rend compte que les habitants se sont tous entretués des années avant l'arrivée des pillards. Howard vend Lucy à des collecteurs d'organes en échange de doses, mais s'évanouit avant même de les recevoir. Alors qu'elle s'apprête à être opérée vivante, Lucy se défend et ordonne aux collecteurs d'organes de libérer les autres prisonniers. Parmi les prisonniers se trouvent des goules, complètement transformées en bêtes sanguinaires. Les créatures attaquent les collecteurs puis Lucy qui les tue. Elle retrouve dehors Howard encore au sol, et lui laisse des doses avant de partir seule. Celui-ci, revigoré, s'introduit dans le repaire, et s'installe devant la télévision pour regarder un de ses anciens films. |                                 |                                    |                                         |
| 5 | Le Passé (The Past)             | Clare Kilner                       | Carson Mell                             |
| Un soir, Maximus révèle sa véritable identité à Thaddeus. Énervé par ses mensonges, il lui arrache le réacteur à fusion de son armure, laissant Maximus enfermé dedans, puis part avec CX404 et la tête de Wilzig, non sans s'être fait écraser le pied lors de son bref affrontement avec Maximus. Le lendemain, Lucy tombe par hasard sur Maximus, encore bloqué dans son armure, qui se présente à elle sous le nom de Titus. Elle le libère et tous deux décident de collaborer ensemble afin de retrouver la tête de Siggi. Sur le chemin, ils se font attaquer par des vagabonds, l'un d'eux blessant Maximus au bras. Ils passeront ensuite devant Shady-Sands, la ville d'enfance de Maximus où il fut sauvé par des membres de la Confrérie après qu'une immense explosion eut lieu et qui n'est maintenant plus qu'un immense cratère. Ils arrivent dans un hôpital abandonné, qui se révèle être une entrée déguisée amenant vers l'Abri 4. Dans l'Abri 33, un vote a lieu pour élire le nouveau superviseur. Norm continue de mener son enquête et se rend compte que quelque chose de mystérieux semble relier l'abri 31, 32 et 33 et leurs superviseurs respectifs (dont son père), ces derniers étant tous issus de l'abri 31. |                                 |                                    |                                         |
| 6 | Le Piège (The Trap)             | Frederick E.O. Toye                | Karey Dornetto                          |
| A l'Abri 4, Lucy et Maximus découvrent que le lieu accueille des gens venus de l’extérieur contrairement à l'Abri 33. Ils découvrent aussi qu'une partie des habitants possèdent des caractéristiques physiques surprenantes (un seul œil, deux nez, des yeux fluorescents). Pendant leur visite, on leur indique que le niveau 12 leur est interdit d'accès. Alors que Maximus commence à s'habituer à la vie luxueuse de l'Abri, Lucy tombe sur un rituel effectué par les résidents durant lequel ils se déshabillent et s'appliquent sur le corps une crème composée de cendres des habitants morts. Elle se rend compte qu'ils sont tous adorateurs de la "Flamme Mère", qui se trouve être Moldaver. Voulant convaincre Maximus que l'Abri 4 cache un terrible secret, elle s'aventure au niveau 12 et y découvre des expériences impliquant des femmes enceintes cryogénisées ainsi que des tortures effectuées avec des bébés Gobeurs. Elle se fait surprendre par des scientifiques et est ensuite capturée. Dans un flashback, Howard tourne des publicités faisant la promotion des abris Vault-tec mais sa relation avec sa femme se détériore au-fur-et-à-mesure que cette dernière semble de plus en plus effrayée par la menace nucléaire. Il est ensuite invité à une réunion secrète à propos d'un complot entourant Vault-tec. La réunion est organisée par une jeune Moldaver, qui confie à Howard un transmetteur pour espionner sa femme. |                                 |                                    |                                         |
| 7 | La Radio (The Radio)            | Frederick E.O. Toye & Clare Kilner | Chaz Hawkins                            |
| Après jugement par les superviseurs sur ses actions, Lucy est expulsée de l'Abri 4. Maximus la rejoint. Thaddeus quant à lui, continue sa traversée de l'état et abandonne au passage CX404. Après s'être fait soigner son pied par un médecin itinérant en échange du réacteur à fusion de l'armure, il parvient à rejoindre une station de radio pour contacter la Confrérie de l'Acier à propos de la tête et leur partage sa position. Pendant ce temps dans l'Abri 33, Norm est assigné à donner à manger aux prisonniers. Ils meurent tous empoisonnés, et de la mort aux rats est retrouvée dans leur nourriture. La nouvelle superviseuse détourne l'attention sur cette situation en annonçant une restructuration des abris, envoyant une partie des habitants vers l'Abri 32, mystérieusement remis à neuf en une soirée. Lucy et Maximus retrouvent Thaddeus, mais ce dernier se prend une flèche dans le cou à cause d'un piège. Il arrive néanmoins à la retirer et sa blessure se guérit en un clin d'oeil : à cause du traitement donné par le médecin, il est en train de devenir une goule. Lucy et Maximus lui demandent de leur donner la tête et de s'enfuir avant l'arrivée de la Confrérie, ces derniers considérant les goules comme des ennemis à exterminer, peu importe leur forme. Tandis qu'un hélicoptère de la Confrérie atterrit près d'eux, Maximus demande à Lucy de partir avec la vraie tête, afin qu'elle puisse retrouver son père. Maximus repart avec la Confrérie avec une fausse tête. Avant que leurs chemins se séparent, les deux échangent un baiser, Maximus promettant à Lucy de venir la retrouver pour vivre avec elle dans l'Abri 33. Howard, de son côté, réussit à trouver la position de Moldaver et retrouve sur son chemin CX404. À l'Abri 33, Norm pirate l'ordinateur de la Superviseuse et entre en contact avec le Superviseur de l'Abri 31. Il réussit ensuite à y pénétrer discrètement. |                                 |                                    |                                         |
| 8 | Le Commencement (The Beginning) | Wayne Yip                          | Gursimran Sandhu                        |
| De retour à la Confrérie de l'Acier, Maximus s'apprête à être exécuté après avoir apporté la mauvaise tête. Il est sauvé in-extremis par son collègue qui convainc ses supérieurs de l'épargner. Maintenant au courant de la position de Moldaver, la Confrérie décide de lancer l'assaut. Dans un flashback, Howard devient de plus en plus suspicieux sur ce que cache le travail de sa femme et l'entreprise Vault-Tec. Utilisant le transmetteur donné par Moldaver pour espionner les conversations de sa femme par le Pip-Boy de cette dernière, apprend que Vault-Tec, avec d'autres entreprises et dans le but de vendre ses places pour ses abris, lancera des missiles nucléaires sur les États-Unis, faisant croire que l'attaque vient d'un pays ennemi. L'idée venant de sa femme, Howard est profondément choqué. Au même moment, il rencontre le nouvel assistant de sa femme, qui se trouve être Hank, le père de Lucy, mais ici très jeune. En entrant dans l'Abri 31, Norm tombe sur son superviseur, qui s'avère être Bud, PDG de Vault-Tec à l'époque d'Howard, dont le cerveau a été conservé et placé dans un petit robot roulant. En fouillant l'Abri, il trouve un immense entrepôt dans lequel se trouvent des dizaines de tubes de cryogénisation. Sur certains d'entre eux sont écrits les noms des habitants de l'Abri 33, qui tous étaient des dirigeants de Vault-Tec avant le début de la guerre nucléaire. Bud lui explique que le but des Abris 31, 32 et 33 sont de créer des êtres supérieurs, capables de supporter les radiations, qui pourront reconstruire le pays "à l'image de Vault-Tec". Norm est ensuite enfermé dans l'Abri 31, et forcé à entrer dans le lit cryogénisé de son père. Lucy apporte la tête à Moldaver, qui en extrait une particule expérimentale de fusion froide, et retrouve son père, emprisonné dans une cage. Moldaver, assise aux côtés d'une étrange goule, raconte à Lucy le passé de Hank, qui est à l'origine de la destruction de Shady-Sands et qui a tenté de tuer sa femme en l'envoyant sur place avant l'explosion pour empêcher la révélation des plans de Vault-Tec. Elle lui explique ensuite que celle-ci est en fait vivante mais est maintenant devenue une goule, littéralement cramée par les radiations, celle qui est justement assise à côté d'elle. Pendant que la Confrérie lance l'assaut contre l'armée de Moldaver, Lucy renie son père. Maximus arrive sur les lieux et le libère, sans connaître la vérité. Hank profite de la situation pour entrer dans une armure assistée, assomme Maximus et menace Lucy. Il sera arrêté par Howard arrivant au même moment, lui demandant où se trouve sa famille. Hank prend la fuite. Howard propose ensuite à Lucy de l'accompagner pour poursuivre son père et découvrir la vérité derrière Vault-Tec. Lucy tue sa mère puis les deux partent. Maximus se réveille plus tard et tombe sur Moldaver, mortellement blessée, qui lance le processus de fusion froide, permettant de rétablir le courant dans tout Los Angeles. Maximus est ensuite fait chevalier par ses confrères, pensant qu'il a tué Moldaver. Hank fuit Los Angeles et arrive devant les ruines de Las Vegas, devenue depuis New Vegas. |                                 |                                    |                                         |

## Accueil

### Critiques
Le site agrégateur de critiques Rotten Tomatoes a rapporté un taux d’approbation de 93 % basé sur 67 critiques de la part des critiques. Le consensus des critiques du site web indique que « cette adaptation donne l’impression d’être une véritable extension des jeux, Fallout est une explosion post-apocalyptique pour les nouveaux venus et les fans de longue date ». Metacritic a attribué une note de 73⁄100 basée sur 31 critiques, ce qui traduit des « avis généralement favorables ».

### Succès commercial
En octobre 2024, la série atteint les 100 millions de spectateurs sur Amazon Prime Video.

## Impact sur la série de jeux vidéo
La diffusion de la série télévisée a contribué à augmenter les ventes des jeux vidéo Fallout en avril 2024,.